# Apterepilissus centralis
Apterepilissus centralis là một loài bọ cánh cứng trong họ Bọ hung (Scarabaeidae).